# Eletti alla Camera dei deputati nelle elezioni politiche italiane del 1963
Questo elenco riporta i nomi dei deputati della IV legislatura della Repubblica Italiana dopo le elezioni politiche del 1963:
| Collegio                                      | Lista                                            | Eletto                       |
| --------------------------------------------- | ------------------------------------------------ | ---------------------------- |
| Torino - Novara - Vercelli                    | Democrazia Cristiana                             | Giuseppe Pella               |
| Torino - Novara - Vercelli                    | Democrazia Cristiana                             | Giulio Pastore               |
| Torino - Novara - Vercelli                    | Democrazia Cristiana                             | Oscar Luigi Scalfaro         |
| Torino - Novara - Vercelli                    | Democrazia Cristiana                             | Giovanni Bovetti             |
| Torino - Novara - Vercelli                    | Democrazia Cristiana                             | Carlo Stella                 |
| Torino - Novara - Vercelli                    | Democrazia Cristiana                             | Carlo Donat-Cattin           |
| Torino - Novara - Vercelli                    | Democrazia Cristiana                             | Emanuela Savio               |
| Torino - Novara - Vercelli                    | Democrazia Cristiana                             | Dante Graziosi               |
| Torino - Novara - Vercelli                    | Democrazia Cristiana                             | Aurelio Curti                |
| Torino - Novara - Vercelli                    | Democrazia Cristiana                             | Renzo Franzo                 |
| Torino - Novara - Vercelli                    | Democrazia Cristiana                             | Carlo Borra                  |
| Torino - Novara - Vercelli                    | Partito Comunista Italiano                       | Giorgina Arian Levi          |
| Torino - Novara - Vercelli                    | Partito Comunista Italiano                       | Pasquale Maulini             |
| Torino - Novara - Vercelli                    | Partito Comunista Italiano                       | Alberto Todros               |
| Torino - Novara - Vercelli                    | Partito Comunista Italiano                       | Egidio Sulotto               |
| Torino - Novara - Vercelli                    | Partito Comunista Italiano                       | Sergio Scarpa                |
| Torino - Novara - Vercelli                    | Partito Comunista Italiano                       | Elvo Tempia Valenta          |
| Torino - Novara - Vercelli                    | Partito Comunista Italiano                       | Marcella Balconi             |
| Torino - Novara - Vercelli                    | Partito Comunista Italiano                       | Ugo Spagnoli                 |
| Torino - Novara - Vercelli                    | Partito Comunista Italiano                       | Enea Baldini                 |
| Torino - Novara - Vercelli                    | Partito Socialista Italiano                      | Vittorio Foa                 |
| Torino - Novara - Vercelli                    | Partito Socialista Italiano                      | Alberto Jacometti            |
| Torino - Novara - Vercelli                    | Partito Socialista Italiano                      | Carlo Mussa Ivaldi Vercelli  |
| Torino - Novara - Vercelli                    | Partito Socialista Italiano                      | Francesco Albertini          |
| Torino - Novara - Vercelli                    | Partito Socialista Italiano                      | Giuseppe Ferraris            |
| Torino - Novara - Vercelli                    | Partito Liberale Italiano                        | Giuseppe Alpino              |
| Torino - Novara - Vercelli                    | Partito Liberale Italiano                        | Luigi Cerutti                |
| Torino - Novara - Vercelli                    | Partito Liberale Italiano                        | Vittore Catella              |
| Torino - Novara - Vercelli                    | Partito Liberale Italiano                        | Enrico Demarchi              |
| Torino - Novara - Vercelli                    | Partito Socialista Democratico Italiano          | Giuseppe Saragat             |
| Torino - Novara - Vercelli                    | Partito Socialista Democratico Italiano          | Guido Secreto                |
| Torino - Novara - Vercelli                    | Partito Socialista Democratico Italiano          | Franco Nicolazzi             |
| Torino - Novara - Vercelli                    | Movimento Sociale Italiano                       | Tullio Abelli                |
| Cuneo - Asti - Alessandria                    | Democrazia Cristiana                             | Carlo Baldi                  |
| Cuneo - Asti - Alessandria                    | Democrazia Cristiana                             | Adolfo Sarti                 |
| Cuneo - Asti - Alessandria                    | Democrazia Cristiana                             | Armando Sabatini             |
| Cuneo - Asti - Alessandria                    | Democrazia Cristiana                             | Edoardo Martino              |
| Cuneo - Asti - Alessandria                    | Democrazia Cristiana                             | Luigi Bima                   |
| Cuneo - Asti - Alessandria                    | Democrazia Cristiana                             | Piero Luigi Gasco            |
| Cuneo - Asti - Alessandria                    | Democrazia Cristiana                             | Giuseppe Brusasca            |
| Cuneo - Asti - Alessandria                    | Partito Comunista Italiano                       | Luciano Lenti                |
| Cuneo - Asti - Alessandria                    | Partito Comunista Italiano                       | Oddino Bo                    |
| Cuneo - Asti - Alessandria                    | Partito Comunista Italiano                       | Giuseppe Biancani            |
| Cuneo - Asti - Alessandria                    | Partito Socialista Italiano                      | Antonio Giolitti             |
| Cuneo - Asti - Alessandria                    | Partito Socialista Italiano                      | Paolo Angelino               |
| Cuneo - Asti - Alessandria                    | Partito Liberale Italiano                        | Vittorio Badini Confalonieri |
| Cuneo - Asti - Alessandria                    | Partito Socialista Democratico Italiano          | Pier Luigi Romita            |
| Genova - Imperia - La Spezia - Savona         | Democrazia Cristiana                             | Paolo Emilio Taviani         |
| Genova - Imperia - La Spezia - Savona         | Democrazia Cristiana                             | Roberto Lucifredi            |
| Genova - Imperia - La Spezia - Savona         | Democrazia Cristiana                             | Carlo Russo                  |
| Genova - Imperia - La Spezia - Savona         | Democrazia Cristiana                             | Giovanni Battista Dagnino    |
| Genova - Imperia - La Spezia - Savona         | Democrazia Cristiana                             | Aldo Amadeo                  |
| Genova - Imperia - La Spezia - Savona         | Democrazia Cristiana                             | Enrico Ghio                  |
| Genova - Imperia - La Spezia - Savona         | Democrazia Cristiana                             | Ambrogio Viale               |
| Genova - Imperia - La Spezia - Savona         | Democrazia Cristiana                             | Filippo Guerrieri            |
| Genova - Imperia - La Spezia - Savona         | Partito Comunista Italiano                       | Agostino Novella             |
| Genova - Imperia - La Spezia - Savona         | Partito Comunista Italiano                       | Alessandro Natta             |
| Genova - Imperia - La Spezia - Savona         | Partito Comunista Italiano                       | Giuseppe D'Alema             |
| Genova - Imperia - La Spezia - Savona         | Partito Comunista Italiano                       | Giuseppe Amasio              |
| Genova - Imperia - La Spezia - Savona         | Partito Comunista Italiano                       | Giuseppe Fasoli              |
| Genova - Imperia - La Spezia - Savona         | Partito Comunista Italiano                       | Giovanni Serbandini          |
| Genova - Imperia - La Spezia - Savona         | Partito Comunista Italiano                       | Luigi Napolitano             |
| Genova - Imperia - La Spezia - Savona         | Partito Socialista Italiano                      | Alessandro Pertini           |
| Genova - Imperia - La Spezia - Savona         | Partito Socialista Italiano                      | Giuseppe Macchiavelli        |
| Genova - Imperia - La Spezia - Savona         | Partito Socialista Italiano                      | Angelo Landi                 |
| Genova - Imperia - La Spezia - Savona         | Partito Liberale Italiano                        | Luigi Durand de la Penne     |
| Genova - Imperia - La Spezia - Savona         | Partito Liberale Italiano                        | Mariano Trombetta            |
| Genova - Imperia - La Spezia - Savona         | Partito Socialista Democratico Italiano          | Paolo Rossi                  |
| Genova - Imperia - La Spezia - Savona         | Partito Socialista Democratico Italiano          | Alberto Bemporad             |
| Genova - Imperia - La Spezia - Savona         | Movimento Sociale Italiano                       | Giuseppe Gonella             |
| Milano - Pavia                                | Democrazia Cristiana                             | Vittorino Colombo            |
| Milano - Pavia                                | Democrazia Cristiana                             | Pierantonino Berté           |
| Milano - Pavia                                | Democrazia Cristiana                             | Alessandro Buttè             |
| Milano - Pavia                                | Democrazia Cristiana                             | Camillo Ripamonti            |
| Milano - Pavia                                | Democrazia Cristiana                             | Vincenzo Sangalli            |
| Milano - Pavia                                | Democrazia Cristiana                             | Ettore Calvi                 |
| Milano - Pavia                                | Democrazia Cristiana                             | Tarcisio Longoni             |
| Milano - Pavia                                | Democrazia Cristiana                             | Fortunato Bianchi            |
| Milano - Pavia                                | Democrazia Cristiana                             | Francesco Verga              |
| Milano - Pavia                                | Democrazia Cristiana                             | Giovanni Battista Migliori   |
| Milano - Pavia                                | Democrazia Cristiana                             | Erisia Gennai Tonietti       |
| Milano - Pavia                                | Democrazia Cristiana                             | Edoardo Origlia              |
| Milano - Pavia                                | Democrazia Cristiana                             | Mario Dosi                   |
| Milano - Pavia                                | Democrazia Cristiana                             | Rinaldo Del Bo               |
| Milano - Pavia                                | Democrazia Cristiana                             | Giannina Cattaneo Petrini    |
| Milano - Pavia                                | Partito Comunista Italiano                       | Luigi Longo                  |
| Milano - Pavia                                | Partito Comunista Italiano                       | Mario Melloni                |
| Milano - Pavia                                | Partito Comunista Italiano                       | Francesco Soliano            |
| Milano - Pavia                                | Partito Comunista Italiano                       | Davide Lajolo                |
| Milano - Pavia                                | Partito Comunista Italiano                       | Edgardo Alboni               |
| Milano - Pavia                                | Partito Comunista Italiano                       | Giuseppina Re                |
| Milano - Pavia                                | Partito Comunista Italiano                       | Giuseppe Sacchi              |
| Milano - Pavia                                | Partito Comunista Italiano                       | Rossana Rossanda             |
| Milano - Pavia                                | Partito Comunista Italiano                       | Carlo Olmini                 |
| Milano - Pavia                                | Partito Comunista Italiano                       | Gian Franco Rossinovich      |
| Milano - Pavia                                | Partito Comunista Italiano                       | Silvio Leonardi              |
| Milano - Pavia                                | Partito Socialista Italiano                      | Riccardo Lombardi            |
| Milano - Pavia                                | Partito Socialista Italiano                      | Giovanni Mosca               |
| Milano - Pavia                                | Partito Socialista Italiano                      | Lelio Basso                  |
| Milano - Pavia                                | Partito Socialista Italiano                      | Ezio Vigorelli               |
| Milano - Pavia                                | Partito Socialista Italiano                      | Antonio Greppi               |
| Milano - Pavia                                | Partito Socialista Italiano                      | Angelo Cucchi                |
| Milano - Pavia                                | Partito Socialista Italiano                      | Luciano De Pascalis          |
| Milano - Pavia                                | Partito Socialista Italiano                      | Walter Alini                 |
| Milano - Pavia                                | Partito Socialista Italiano                      | Alcide Malagugini            |
| Milano - Pavia                                | Partito Liberale Italiano                        | Giovanni Malagodi            |
| Milano - Pavia                                | Partito Liberale Italiano                        | Luigi Barzini                |
| Milano - Pavia                                | Partito Liberale Italiano                        | Antonio Baslini              |
| Milano - Pavia                                | Partito Liberale Italiano                        | Alberto Giomo                |
| Milano - Pavia                                | Partito Liberale Italiano                        | Giulio Goehring              |
| Milano - Pavia                                | Partito Socialista Democratico Italiano          | Roberto Tremelloni           |
| Milano - Pavia                                | Partito Socialista Democratico Italiano          | Renato Massari               |
| Milano - Pavia                                | Partito Socialista Democratico Italiano          | Pietro Bucalossi             |
| Milano - Pavia                                | Movimento Sociale Italiano                       | Franco Servello              |
| Milano - Pavia                                | Movimento Sociale Italiano                       | Nicola Romeo                 |
| Como - Sondrio - Varese                       | Democrazia Cristiana                             | Luigi Borghi                 |
| Como - Sondrio - Varese                       | Democrazia Cristiana                             | Ubaldo De Ponti              |
| Como - Sondrio - Varese                       | Democrazia Cristiana                             | Pio Alessandrini             |
| Como - Sondrio - Varese                       | Democrazia Cristiana                             | Luigi Michele Galli          |
| Como - Sondrio - Varese                       | Democrazia Cristiana                             | Primo Buzzetti               |
| Como - Sondrio - Varese                       | Democrazia Cristiana                             | Arnaldo Racchetti            |
| Como - Sondrio - Varese                       | Democrazia Cristiana                             | Angelo Bonaiti               |
| Como - Sondrio - Varese                       | Democrazia Cristiana                             | Gilberto Bosisio             |
| Como - Sondrio - Varese                       | Democrazia Cristiana                             | Vittorio Calvetti            |
| Como - Sondrio - Varese                       | Partito Socialista Italiano                      | Franco Zappa                 |
| Como - Sondrio - Varese                       | Partito Socialista Italiano                      | Renzo Pigni                  |
| Como - Sondrio - Varese                       | Partito Socialista Italiano                      | Cesare Bensi                 |
| Como - Sondrio - Varese                       | Partito Socialista Italiano                      | Libero Della Briotta         |
| Como - Sondrio - Varese                       | Partito Comunista Italiano                       | Ezio Battistella             |
| Como - Sondrio - Varese                       | Partito Comunista Italiano                       | Giovanni Grilli              |
| Como - Sondrio - Varese                       | Partito Liberale Italiano                        | Giovanni Botta               |
| Como - Sondrio - Varese                       | Partito Socialista Democratico Italiano          | Virginio Bertinelli          |
| Brescia - Bergamo                             | Democrazia Cristiana                             | Giovanni Battista Scaglia    |
| Brescia - Bergamo                             | Democrazia Cristiana                             | Giuseppe Belotti             |
| Brescia - Bergamo                             | Democrazia Cristiana                             | Mario Pedini                 |
| Brescia - Bergamo                             | Democrazia Cristiana                             | Leandro Rampa                |
| Brescia - Bergamo                             | Democrazia Cristiana                             | Aurelio Colleoni             |
| Brescia - Bergamo                             | Democrazia Cristiana                             | Faustino Zugno               |
| Brescia - Bergamo                             | Democrazia Cristiana                             | Nullo Biaggi                 |
| Brescia - Bergamo                             | Democrazia Cristiana                             | Franco Salvi                 |
| Brescia - Bergamo                             | Democrazia Cristiana                             | Rodolfo Vicentini            |
| Brescia - Bergamo                             | Democrazia Cristiana                             | Salvatore Angelo Gitti       |
| Brescia - Bergamo                             | Democrazia Cristiana                             | Annibale Fada                |
| Brescia - Bergamo                             | Democrazia Cristiana                             | Fabiano De Zan               |
| Brescia - Bergamo                             | Partito Socialista Italiano                      | Guglielmo Ghislandi          |
| Brescia - Bergamo                             | Partito Socialista Italiano                      | Luigi Passoni                |
| Brescia - Bergamo                             | Partito Socialista Italiano                      | Vittorio Naldini             |
| Brescia - Bergamo                             | Partito Comunista Italiano                       | Italo Nicoletto              |
| Brescia - Bergamo                             | Partito Comunista Italiano                       | Giuseppe Brighenti           |
| Brescia - Bergamo                             | Partito Socialista Democratico Italiano          | Egidio Ariosto               |
| Brescia - Bergamo                             | Partito Liberale Italiano                        | Francantonio Biaggi          |
| Mantova - Cremona                             | Democrazia Cristiana                             | Amos Zanibelli               |
| Mantova - Cremona                             | Democrazia Cristiana                             | Ferdinando Truzzi            |
| Mantova - Cremona                             | Democrazia Cristiana                             | Narciso Franco Patrini       |
| Mantova - Cremona                             | Democrazia Cristiana                             | Cesare Baroni                |
| Mantova - Cremona                             | Partito Comunista Italiano                       | Gian Carlo Pajetta           |
| Mantova - Cremona                             | Partito Comunista Italiano                       | Renato Sandri                |
| Mantova - Cremona                             | Partito Comunista Italiano                       | Bruno Combi                  |
| Mantova - Cremona                             | Partito Socialista Italiano                      | Renato Colombo               |
| Mantova - Cremona                             | Partito Socialista Italiano                      | Gianni Usvardi               |
| Trento - Bolzano                              | Democrazia Cristiana                             | Flaminio Piccoli             |
| Trento - Bolzano                              | Democrazia Cristiana                             | Renzo Helfer                 |
| Trento - Bolzano                              | Democrazia Cristiana                             | Elisabetta Conci             |
| Trento - Bolzano                              | Democrazia Cristiana                             | Giuseppe Veronesi            |
| Trento - Bolzano                              | Democrazia Cristiana                             | Alcide Berloffa              |
| Trento - Bolzano                              | Südtiroler Volkspartei                           | Karl Vaja                    |
| Trento - Bolzano                              | Südtiroler Volkspartei                           | Karl Mitterdorfer            |
| Trento - Bolzano                              | Südtiroler Volkspartei                           | Johann Dietl                 |
| Trento - Bolzano                              | Partito Socialista Italiano                      | Renato Ballardini            |
| Trento - Bolzano                              | Partito Comunista Italiano                       | Carlo Scotoni                |
| Verona - Padova - Vicenza - Rovigo            | Democrazia Cristiana                             | Mariano Rumor                |
| Verona - Padova - Vicenza - Rovigo            | Democrazia Cristiana                             | Luigi Gui                    |
| Verona - Padova - Vicenza - Rovigo            | Democrazia Cristiana                             | Guido Gonella                |
| Verona - Padova - Vicenza - Rovigo            | Democrazia Cristiana                             | Onorio Cengarle              |
| Verona - Padova - Vicenza - Rovigo            | Democrazia Cristiana                             | Ferdinando Storchi           |
| Verona - Padova - Vicenza - Rovigo            | Democrazia Cristiana                             | Ferdinando De Marzi          |
| Verona - Padova - Vicenza - Rovigo            | Democrazia Cristiana                             | Michelangelo Dall'Armellina  |
| Verona - Padova - Vicenza - Rovigo            | Democrazia Cristiana                             | Amalia Miotti Carli          |
| Verona - Padova - Vicenza - Rovigo            | Democrazia Cristiana                             | Alessandro Canestrari        |
| Verona - Padova - Vicenza - Rovigo            | Democrazia Cristiana                             | Luigi Girardin               |
| Verona - Padova - Vicenza - Rovigo            | Democrazia Cristiana                             | Giuseppe Maria Bettiol       |
| Verona - Padova - Vicenza - Rovigo            | Democrazia Cristiana                             | Giuseppe Romanato            |
| Verona - Padova - Vicenza - Rovigo            | Democrazia Cristiana                             | Roberto Prearo               |
| Verona - Padova - Vicenza - Rovigo            | Democrazia Cristiana                             | Antonio Bisaglia             |
| Verona - Padova - Vicenza - Rovigo            | Democrazia Cristiana                             | Uberto Breganze              |
| Verona - Padova - Vicenza - Rovigo            | Democrazia Cristiana                             | Antonio Guariento            |
| Verona - Padova - Vicenza - Rovigo            | Democrazia Cristiana                             | Matteo Fornale               |
| Verona - Padova - Vicenza - Rovigo            | Partito Socialista Italiano                      | Luigi Bertoldi               |
| Verona - Padova - Vicenza - Rovigo            | Partito Socialista Italiano                      | Domenico Ceravolo            |
| Verona - Padova - Vicenza - Rovigo            | Partito Socialista Italiano                      | Alfredo Baldani Guerra       |
| Verona - Padova - Vicenza - Rovigo            | Partito Socialista Italiano                      | Giorgio Guerrini             |
| Verona - Padova - Vicenza - Rovigo            | Partito Comunista Italiano                       | Alfredo De Polzer            |
| Verona - Padova - Vicenza - Rovigo            | Partito Comunista Italiano                       | Franco Busetto               |
| Verona - Padova - Vicenza - Rovigo            | Partito Comunista Italiano                       | Silvio Ambrosini             |
| Verona - Padova - Vicenza - Rovigo            | Partito Comunista Italiano                       | Francesco Ferrari            |
| Verona - Padova - Vicenza - Rovigo            | Partito Liberale Italiano                        | Vittorio Emanuele Marzotto   |
| Verona - Padova - Vicenza - Rovigo            | Partito Liberale Italiano                        | Riccardo Ferrari             |
| Verona - Padova - Vicenza - Rovigo            | Partito Socialista Democratico Italiano          | Primo Silvestri              |
| Verona - Padova - Vicenza - Rovigo            | Movimento Sociale Italiano                       | Franco Franchi               |
| Venezia - Treviso                             | Democrazia Cristiana                             | Mario Ferrari Aggradi        |
| Venezia - Treviso                             | Democrazia Cristiana                             | Vincenzo Gagliardi           |
| Venezia - Treviso                             | Democrazia Cristiana                             | Francesco Fabbri             |
| Venezia - Treviso                             | Democrazia Cristiana                             | Maria Pia Dal Canton         |
| Venezia - Treviso                             | Democrazia Cristiana                             | Nerino Cavallari             |
| Venezia - Treviso                             | Democrazia Cristiana                             | Domenico Sartor              |
| Venezia - Treviso                             | Democrazia Cristiana                             | Costante Degan               |
| Venezia - Treviso                             | Democrazia Cristiana                             | Francesco Franceschini       |
| Venezia - Treviso                             | Democrazia Cristiana                             | Ruggero Lombardi             |
| Venezia - Treviso                             | Partito Comunista Italiano                       | Gianmario Vianello           |
| Venezia - Treviso                             | Partito Comunista Italiano                       | Giuseppe Golinelli           |
| Venezia - Treviso                             | Partito Comunista Italiano                       | Ugo Marchesi                 |
| Venezia - Treviso                             | Partito Socialista Italiano                      | Lucio Mario Luzzatto         |
| Venezia - Treviso                             | Partito Socialista Italiano                      | Gianmatteo Matteotti         |
| Venezia - Treviso                             | Partito Socialista Italiano                      | Ugo Perinelli                |
| Venezia - Treviso                             | Partito Socialista Democratico Italiano          | Alessandro Reggiani          |
| Venezia - Treviso                             | Partito Liberale Italiano                        | Massimo Alesi                |
| Udine - Belluno - Gorizia - Pordenone         | Democrazia Cristiana                             | Mario Toros                  |
| Udine - Belluno - Gorizia - Pordenone         | Democrazia Cristiana                             | Arnaldo Armani               |
| Udine - Belluno - Gorizia - Pordenone         | Democrazia Cristiana                             | Pier Giorgio Bressani        |
| Udine - Belluno - Gorizia - Pordenone         | Democrazia Cristiana                             | Lorenzo Biasutti             |
| Udine - Belluno - Gorizia - Pordenone         | Democrazia Cristiana                             | Leandro Fusaro               |
| Udine - Belluno - Gorizia - Pordenone         | Democrazia Cristiana                             | Arnaldo Colleselli           |
| Udine - Belluno - Gorizia - Pordenone         | Democrazia Cristiana                             | Giacomo Corona               |
| Udine - Belluno - Gorizia - Pordenone         | Partito Socialista Italiano                      | Loris Fortuna                |
| Udine - Belluno - Gorizia - Pordenone         | Partito Socialista Italiano                      | Vittorio Marangone           |
| Udine - Belluno - Gorizia - Pordenone         | Partito Comunista Italiano                       | Mario Lizzero                |
| Udine - Belluno - Gorizia - Pordenone         | Partito Comunista Italiano                       | Raffaele Franco              |
| Udine - Belluno - Gorizia - Pordenone         | Partito Socialista Democratico Italiano          | Guido Ceccherini             |
| Udine - Belluno - Gorizia - Pordenone         | Partito Socialista Democratico Italiano          | Lanfranco Zuccalli           |
| Udine - Belluno - Gorizia - Pordenone         | Partito Liberale Italiano                        | Archimede Taverna            |
| Bologna - Ferrara - Ravenna - Forlì           | Partito Comunista Italiano                       | Francesco Loperfido          |
| Bologna - Ferrara - Ravenna - Forlì           | Partito Comunista Italiano                       | Arrigo Boldrini              |
| Bologna - Ferrara - Ravenna - Forlì           | Partito Comunista Italiano                       | Luciano Lama                 |
| Bologna - Ferrara - Ravenna - Forlì           | Partito Comunista Italiano                       | Nicola Pagliarani            |
| Bologna - Ferrara - Ravenna - Forlì           | Partito Comunista Italiano                       | Nives Gessi                  |
| Bologna - Ferrara - Ravenna - Forlì           | Partito Comunista Italiano                       | Antonio Zoboli               |
| Bologna - Ferrara - Ravenna - Forlì           | Partito Comunista Italiano                       | Renato Degli Esposti         |
| Bologna - Ferrara - Ravenna - Forlì           | Partito Comunista Italiano                       | Veraldo Vespignani           |
| Bologna - Ferrara - Ravenna - Forlì           | Partito Comunista Italiano                       | Nilde Iotti                  |
| Bologna - Ferrara - Ravenna - Forlì           | Partito Comunista Italiano                       | Giancarlo Ferri              |
| Bologna - Ferrara - Ravenna - Forlì           | Partito Comunista Italiano                       | Veniero Accreman             |
| Bologna - Ferrara - Ravenna - Forlì           | Democrazia Cristiana                             | Benigno Zaccagnini           |
| Bologna - Ferrara - Ravenna - Forlì           | Democrazia Cristiana                             | Angelo Salizzoni             |
| Bologna - Ferrara - Ravenna - Forlì           | Democrazia Cristiana                             | Gino Mattarelli              |
| Bologna - Ferrara - Ravenna - Forlì           | Democrazia Cristiana                             | Giordano Marchiani           |
| Bologna - Ferrara - Ravenna - Forlì           | Democrazia Cristiana                             | Giovanni Elkan               |
| Bologna - Ferrara - Ravenna - Forlì           | Democrazia Cristiana                             | Giovanni Bersani             |
| Bologna - Ferrara - Ravenna - Forlì           | Partito Socialista Italiano                      | Venerio Cattani              |
| Bologna - Ferrara - Ravenna - Forlì           | Partito Socialista Italiano                      | Stefano Servadei             |
| Bologna - Ferrara - Ravenna - Forlì           | Partito Socialista Italiano                      | Silvano Armaroli             |
| Bologna - Ferrara - Ravenna - Forlì           | Partito Socialista Italiano                      | Francesco Lami               |
| Bologna - Ferrara - Ravenna - Forlì           | Partito Socialista Democratico Italiano          | Luigi Preti                  |
| Bologna - Ferrara - Ravenna - Forlì           | Partito Socialista Democratico Italiano          | Anselmo Martoni              |
| Bologna - Ferrara - Ravenna - Forlì           | Partito Liberale Italiano                        | Agostino Bignardi            |
| Bologna - Ferrara - Ravenna - Forlì           | Partito Repubblicano Italiano                    | Ugo La Malfa                 |
| Bologna - Ferrara - Ravenna - Forlì           | Movimento Sociale Italiano                       | Pino Romualdi                |
| Parma - Modena - Piacenza - Reggio Emilia     | Partito Comunista Italiano                       | Luciano Romagnoli            |
| Parma - Modena - Piacenza - Reggio Emilia     | Partito Comunista Italiano                       | Dante Gorreri                |
| Parma - Modena - Piacenza - Reggio Emilia     | Partito Comunista Italiano                       | Luigi Borsari                |
| Parma - Modena - Piacenza - Reggio Emilia     | Partito Comunista Italiano                       | Renato Ognibene              |
| Parma - Modena - Piacenza - Reggio Emilia     | Partito Comunista Italiano                       | Nello Lusoli                 |
| Parma - Modena - Piacenza - Reggio Emilia     | Partito Comunista Italiano                       | Luigi Tagliaferri            |
| Parma - Modena - Piacenza - Reggio Emilia     | Partito Comunista Italiano                       | Carmen Paola Zanti Tondi     |
| Parma - Modena - Piacenza - Reggio Emilia     | Partito Comunista Italiano                       | Oreste Gelmini               |
| Parma - Modena - Piacenza - Reggio Emilia     | Democrazia Cristiana                             | Attilio Bartole              |
| Parma - Modena - Piacenza - Reggio Emilia     | Democrazia Cristiana                             | Ermanno Dossetti             |
| Parma - Modena - Piacenza - Reggio Emilia     | Democrazia Cristiana                             | Vittorino Carra              |
| Parma - Modena - Piacenza - Reggio Emilia     | Democrazia Cristiana                             | Carlo Buzzi                  |
| Parma - Modena - Piacenza - Reggio Emilia     | Democrazia Cristiana                             | Carlo Ceruti                 |
| Parma - Modena - Piacenza - Reggio Emilia     | Democrazia Cristiana                             | Dario Mengozzi               |
| Parma - Modena - Piacenza - Reggio Emilia     | Partito Socialista Italiano                      | Fernando Santi               |
| Parma - Modena - Piacenza - Reggio Emilia     | Partito Socialista Italiano                      | Ivano Curti                  |
| Parma - Modena - Piacenza - Reggio Emilia     | Partito Socialista Italiano                      | Maria Vittoria Mezza         |
| Parma - Modena - Piacenza - Reggio Emilia     | Partito Socialista Democratico Italiano          | Giuseppe Amadei              |
| Parma - Modena - Piacenza - Reggio Emilia     | Partito Liberale Italiano                        | Alberto Ferioli              |
| Firenze - Pistoia                             | Partito Comunista Italiano                       | Spartaco Beragnoli           |
| Firenze - Pistoia                             | Partito Comunista Italiano                       | Giorgio Vestri               |
| Firenze - Pistoia                             | Partito Comunista Italiano                       | Giulietta Fibbi              |
| Firenze - Pistoia                             | Partito Comunista Italiano                       | Carlo Alberto Galluzzi       |
| Firenze - Pistoia                             | Partito Comunista Italiano                       | Guido Mazzoni                |
| Firenze - Pistoia                             | Partito Comunista Italiano                       | Adriano Seroni               |
| Firenze - Pistoia                             | Partito Comunista Italiano                       | Ferruccio Biagini            |
| Firenze - Pistoia                             | Democrazia Cristiana                             | Renato Cappugi               |
| Firenze - Pistoia                             | Democrazia Cristiana                             | Giuseppe Vedovato            |
| Firenze - Pistoia                             | Democrazia Cristiana                             | Nicola Pistelli              |
| Firenze - Pistoia                             | Democrazia Cristiana                             | Luigi Caiazza                |
| Firenze - Pistoia                             | Democrazia Cristiana                             | Gerardo Bianchi              |
| Firenze - Pistoia                             | Partito Socialista Italiano                      | Giovanni Pieraccini          |
| Firenze - Pistoia                             | Partito Socialista Italiano                      | Tristano Codignola           |
| Firenze - Pistoia                             | Partito Liberale Italiano                        | Vittorio Fossombroni         |
| Firenze - Pistoia                             | Partito Socialista Democratico Italiano          | Antonio Cariglia             |
| Pisa - Livorno - Lucca - Massa-Carrara        | Democrazia Cristiana                             | Giuseppe Togni               |
| Pisa - Livorno - Lucca - Massa-Carrara        | Democrazia Cristiana                             | Andrea Negrari               |
| Pisa - Livorno - Lucca - Massa-Carrara        | Democrazia Cristiana                             | Maria Eletta Martini         |
| Pisa - Livorno - Lucca - Massa-Carrara        | Democrazia Cristiana                             | Loris Biagioni               |
| Pisa - Livorno - Lucca - Massa-Carrara        | Democrazia Cristiana                             | Primo Lucchesi               |
| Pisa - Livorno - Lucca - Massa-Carrara        | Partito Comunista Italiano                       | Laura Diaz                   |
| Pisa - Livorno - Lucca - Massa-Carrara        | Partito Comunista Italiano                       | Nelusco Giachini             |
| Pisa - Livorno - Lucca - Massa-Carrara        | Partito Comunista Italiano                       | Francesco Malfatti           |
| Pisa - Livorno - Lucca - Massa-Carrara        | Partito Comunista Italiano                       | Paolo Mario Rossi            |
| Pisa - Livorno - Lucca - Massa-Carrara        | Partito Comunista Italiano                       | Leonello Raffaelli           |
| Pisa - Livorno - Lucca - Massa-Carrara        | Partito Socialista Italiano                      | Luciano Paolicchi            |
| Pisa - Livorno - Lucca - Massa-Carrara        | Partito Socialista Italiano                      | Leonetto Amadei              |
| Pisa - Livorno - Lucca - Massa-Carrara        | Partito Socialista Italiano                      | Alessandro Menchinelli       |
| Pisa - Livorno - Lucca - Massa-Carrara        | Partito Socialista Democratico Italiano          | Edgardo Lami Starnuti        |
| Siena - Arezzo - Grosseto                     | Partito Comunista Italiano                       | Mario Alicata                |
| Siena - Arezzo - Grosseto                     | Partito Comunista Italiano                       | Mauro Tognoni                |
| Siena - Arezzo - Grosseto                     | Partito Comunista Italiano                       | Vittorio Bardini             |
| Siena - Arezzo - Grosseto                     | Partito Comunista Italiano                       | Ezio Beccastrini             |
| Siena - Arezzo - Grosseto                     | Partito Comunista Italiano                       | Rodolfo Guerrini             |
| Siena - Arezzo - Grosseto                     | Democrazia Cristiana                             | Amintore Fanfani             |
| Siena - Arezzo - Grosseto                     | Democrazia Cristiana                             | Brunetto Bucciarelli-Ducci   |
| Siena - Arezzo - Grosseto                     | Democrazia Cristiana                             | Enea Piccinelli              |
| Siena - Arezzo - Grosseto                     | Partito Socialista Italiano                      | Mauro Ferri                  |
| Siena - Arezzo - Grosseto                     | Partito Socialista Italiano                      | Loris Scricciolo             |
| Ancona - Pesaro - Macerata - Ascoli Piceno    | Democrazia Cristiana                             | Danilo De' Cocci             |
| Ancona - Pesaro - Macerata - Ascoli Piceno    | Democrazia Cristiana                             | Umberto Delle Fave           |
| Ancona - Pesaro - Macerata - Ascoli Piceno    | Democrazia Cristiana                             | Arnaldo Forlani              |
| Ancona - Pesaro - Macerata - Ascoli Piceno    | Democrazia Cristiana                             | Rodolfo Tambroni Armaroli    |
| Ancona - Pesaro - Macerata - Ascoli Piceno    | Democrazia Cristiana                             | Renato Tozzi Condivi         |
| Ancona - Pesaro - Macerata - Ascoli Piceno    | Democrazia Cristiana                             | Nicola Rinaldi               |
| Ancona - Pesaro - Macerata - Ascoli Piceno    | Democrazia Cristiana                             | Albertino Castellucci        |
| Ancona - Pesaro - Macerata - Ascoli Piceno    | Partito Comunista Italiano                       | Pietro Ingrao                |
| Ancona - Pesaro - Macerata - Ascoli Piceno    | Partito Comunista Italiano                       | Luciano Barca                |
| Ancona - Pesaro - Macerata - Ascoli Piceno    | Partito Comunista Italiano                       | Giuseppe Angelini            |
| Ancona - Pesaro - Macerata - Ascoli Piceno    | Partito Comunista Italiano                       | Renato Bastianelli           |
| Ancona - Pesaro - Macerata - Ascoli Piceno    | Partito Comunista Italiano                       | Marino Calvaresi             |
| Ancona - Pesaro - Macerata - Ascoli Piceno    | Partito Comunista Italiano                       | Argeo Gambelli Fenili        |
| Ancona - Pesaro - Macerata - Ascoli Piceno    | Partito Socialista Italiano                      | Achille Corona               |
| Ancona - Pesaro - Macerata - Ascoli Piceno    | Partito Socialista Italiano                      | Giacomo Brodolini            |
| Ancona - Pesaro - Macerata - Ascoli Piceno    | Partito Socialista Democratico Italiano          | Flavio Orlandi               |
| Ancona - Pesaro - Macerata - Ascoli Piceno    | Movimento Sociale Italiano                       | Antonio Grilli               |
| Ancona - Pesaro - Macerata - Ascoli Piceno    | Partito Liberale Italiano                        | Giulio Leopardi Dittaiuti    |
| Ancona - Pesaro - Macerata - Ascoli Piceno    | Partito Repubblicano Italiano                    | Oronzo Reale                 |
| Perugia - Terni - Rieti                       | Partito Comunista Italiano                       | Alfio Caponi                 |
| Perugia - Terni - Rieti                       | Partito Comunista Italiano                       | Franco Coccia                |
| Perugia - Terni - Rieti                       | Partito Comunista Italiano                       | Alberto Guidi                |
| Perugia - Terni - Rieti                       | Partito Comunista Italiano                       | Lodovico Maschiella          |
| Perugia - Terni - Rieti                       | Partito Comunista Italiano                       | Silvio Antonini              |
| Perugia - Terni - Rieti                       | Democrazia Cristiana                             | Filippo Micheli              |
| Perugia - Terni - Rieti                       | Democrazia Cristiana                             | Franco Malfatti              |
| Perugia - Terni - Rieti                       | Democrazia Cristiana                             | Luciano Radi                 |
| Perugia - Terni - Rieti                       | Democrazia Cristiana                             | Giuseppe Ermini              |
| Perugia - Terni - Rieti                       | Partito Socialista Italiano                      | Dario Valori                 |
| Perugia - Terni - Rieti                       | Partito Socialista Italiano                      | Luigi Anderlini              |
| Perugia - Terni - Rieti                       | Movimento Sociale Italiano                       | Achille Cruciani             |
| Roma - Viterbo - Latina - Frosinone           | Democrazia Cristiana                             | Giulio Andreotti             |
| Roma - Viterbo - Latina - Frosinone           | Democrazia Cristiana                             | Paolo Bonomi                 |
| Roma - Viterbo - Latina - Frosinone           | Democrazia Cristiana                             | Bruno Storti                 |
| Roma - Viterbo - Latina - Frosinone           | Democrazia Cristiana                             | Vittorio Cervone             |
| Roma - Viterbo - Latina - Frosinone           | Democrazia Cristiana                             | Alberto Folchi               |
| Roma - Viterbo - Latina - Frosinone           | Democrazia Cristiana                             | Agostino Greggi              |
| Roma - Viterbo - Latina - Frosinone           | Democrazia Cristiana                             | Ruggero Villa                |
| Roma - Viterbo - Latina - Frosinone           | Democrazia Cristiana                             | Clelio Darida                |
| Roma - Viterbo - Latina - Frosinone           | Democrazia Cristiana                             | Franco Evangelisti           |
| Roma - Viterbo - Latina - Frosinone           | Democrazia Cristiana                             | Attilio Iozzelli             |
| Roma - Viterbo - Latina - Frosinone           | Democrazia Cristiana                             | Maria Badaloni               |
| Roma - Viterbo - Latina - Frosinone           | Democrazia Cristiana                             | Marcello Simonacci           |
| Roma - Viterbo - Latina - Frosinone           | Democrazia Cristiana                             | Renato Quintieri             |
| Roma - Viterbo - Latina - Frosinone           | Democrazia Cristiana                             | Erminio Pennacchini          |
| Roma - Viterbo - Latina - Frosinone           | Democrazia Cristiana                             | Luigi D'Amato                |
| Roma - Viterbo - Latina - Frosinone           | Democrazia Cristiana                             | Francesco Cavallaro          |
| Roma - Viterbo - Latina - Frosinone           | Partito Comunista Italiano                       | Palmiro Togliatti            |
| Roma - Viterbo - Latina - Frosinone           | Partito Comunista Italiano                       | Claudio Cianca               |
| Roma - Viterbo - Latina - Frosinone           | Partito Comunista Italiano                       | Edoardo D'Onofrio            |
| Roma - Viterbo - Latina - Frosinone           | Partito Comunista Italiano                       | Alberto Mario Carocci        |
| Roma - Viterbo - Latina - Frosinone           | Partito Comunista Italiano                       | Aldo Natoli                  |
| Roma - Viterbo - Latina - Frosinone           | Partito Comunista Italiano                       | Aldo D'Alessio               |
| Roma - Viterbo - Latina - Frosinone           | Partito Comunista Italiano                       | Otello Nannuzzi              |
| Roma - Viterbo - Latina - Frosinone           | Partito Comunista Italiano                       | Tullio Pietrobono            |
| Roma - Viterbo - Latina - Frosinone           | Partito Comunista Italiano                       | Maria Lisa Cinciari Rodano   |
| Roma - Viterbo - Latina - Frosinone           | Partito Comunista Italiano                       | Enrico Minio                 |
| Roma - Viterbo - Latina - Frosinone           | Partito Comunista Italiano                       | Paolo Alatri                 |
| Roma - Viterbo - Latina - Frosinone           | Partito Comunista Italiano                       | Amedeo Rubeo                 |
| Roma - Viterbo - Latina - Frosinone           | Partito Socialista Italiano                      | Aldo Venturini               |
| Roma - Viterbo - Latina - Frosinone           | Partito Socialista Italiano                      | Tullio Vecchietti            |
| Roma - Viterbo - Latina - Frosinone           | Partito Socialista Italiano                      | Riccardo Fabbri              |
| Roma - Viterbo - Latina - Frosinone           | Partito Socialista Italiano                      | Mario Zagari                 |
| Roma - Viterbo - Latina - Frosinone           | Partito Socialista Italiano                      | Roberto Palleschi            |
| Roma - Viterbo - Latina - Frosinone           | Partito Socialista Italiano                      | Giovannino Loreti            |
| Roma - Viterbo - Latina - Frosinone           | Movimento Sociale Italiano                       | Arturo Michelini             |
| Roma - Viterbo - Latina - Frosinone           | Movimento Sociale Italiano                       | Giorgio Almirante            |
| Roma - Viterbo - Latina - Frosinone           | Movimento Sociale Italiano                       | Giulio Caradonna             |
| Roma - Viterbo - Latina - Frosinone           | Movimento Sociale Italiano                       | Luigi Turchi                 |
| Roma - Viterbo - Latina - Frosinone           | Movimento Sociale Italiano                       | Augusto De Marsanich         |
| Roma - Viterbo - Latina - Frosinone           | Partito Liberale Italiano                        | Aldo Bozzi                   |
| Roma - Viterbo - Latina - Frosinone           | Partito Liberale Italiano                        | Vittorio Zincone             |
| Roma - Viterbo - Latina - Frosinone           | Partito Liberale Italiano                        | Roberto Cantalupo            |
| Roma - Viterbo - Latina - Frosinone           | Partito Liberale Italiano                        | Giovanni Messe               |
| Roma - Viterbo - Latina - Frosinone           | Partito Socialista Democratico Italiano          | Mario Tanassi                |
| Roma - Viterbo - Latina - Frosinone           | Partito Socialista Democratico Italiano          | Alfredo Crocco               |
| Roma - Viterbo - Latina - Frosinone           | Partito Socialista Democratico Italiano          | Umberto Righetti             |
| Roma - Viterbo - Latina - Frosinone           | Partito Democratico Italiano di Unità Monarchica | Alfredo Covelli              |
| Roma - Viterbo - Latina - Frosinone           | Partito Repubblicano Italiano                    | Ludovico Camangi             |
| L'Aquila - Pescara - Chieti - Teramo          | Democrazia Cristiana                             | Remo Gaspari                 |
| L'Aquila - Pescara - Chieti - Teramo          | Democrazia Cristiana                             | Lorenzo Natali               |
| L'Aquila - Pescara - Chieti - Teramo          | Democrazia Cristiana                             | Giuseppe Fracassi            |
| L'Aquila - Pescara - Chieti - Teramo          | Democrazia Cristiana                             | Natalino Di Giannantonio     |
| L'Aquila - Pescara - Chieti - Teramo          | Democrazia Cristiana                             | Antonio Mancini              |
| L'Aquila - Pescara - Chieti - Teramo          | Democrazia Cristiana                             | Carlo Bottari                |
| L'Aquila - Pescara - Chieti - Teramo          | Democrazia Cristiana                             | Tommaso Sorgi                |
| L'Aquila - Pescara - Chieti - Teramo          | Partito Comunista Italiano                       | Giulio Spallone              |
| L'Aquila - Pescara - Chieti - Teramo          | Partito Comunista Italiano                       | Vittorio Giorgi              |
| L'Aquila - Pescara - Chieti - Teramo          | Partito Comunista Italiano                       | Gaetano Illuminati           |
| L'Aquila - Pescara - Chieti - Teramo          | Partito Comunista Italiano                       | Ado Guido Di Mauro           |
| L'Aquila - Pescara - Chieti - Teramo          | Partito Socialista Italiano                      | Nello Mariani                |
| L'Aquila - Pescara - Chieti - Teramo          | Partito Socialista Italiano                      | Raffaele Di Primio           |
| L'Aquila - Pescara - Chieti - Teramo          | Partito Socialista Democratico Italiano          | Aldo Cetrullo                |
| L'Aquila - Pescara - Chieti - Teramo          | Movimento Sociale Italiano                       | Raffaele Delfino             |
| L'Aquila - Pescara - Chieti - Teramo          | Partito Liberale Italiano                        | Michele Gaetano Pierangeli   |
| Campobasso                                    | Democrazia Cristiana                             | Giacomo Sedati               |
| Campobasso                                    | Democrazia Cristiana                             | Girolamo La Penna            |
| Campobasso                                    | Democrazia Cristiana                             | Remo Sammartino              |
| Campobasso                                    | Partito Comunista Italiano                       | Nicola Crapsi                |
| Napoli - Caserta                              | Democrazia Cristiana                             | Giovanni Leone               |
| Napoli - Caserta                              | Democrazia Cristiana                             | Baldassarre Armato           |
| Napoli - Caserta                              | Democrazia Cristiana                             | Paolo Barbi                  |
| Napoli - Caserta                              | Democrazia Cristiana                             | Crescenzo Mazza              |
| Napoli - Caserta                              | Democrazia Cristiana                             | Davide Barba                 |
| Napoli - Caserta                              | Democrazia Cristiana                             | Dante Cappello               |
| Napoli - Caserta                              | Democrazia Cristiana                             | Francesco Napolitano         |
| Napoli - Caserta                              | Democrazia Cristiana                             | Domenico Colasanto           |
| Napoli - Caserta                              | Democrazia Cristiana                             | Stefano Riccio               |
| Napoli - Caserta                              | Democrazia Cristiana                             | Raffaello Russo Spena        |
| Napoli - Caserta                              | Democrazia Cristiana                             | Elio Rosati                  |
| Napoli - Caserta                              | Democrazia Cristiana                             | Giovanni D'Antonio           |
| Napoli - Caserta                              | Democrazia Cristiana                             | Nicola Fortini               |
| Napoli - Caserta                              | Democrazia Cristiana                             | Vittoria Titomanlio          |
| Napoli - Caserta                              | Democrazia Cristiana                             | Giuseppe Cortese             |
| Napoli - Caserta                              | Partito Comunista Italiano                       | Giorgio Amendola             |
| Napoli - Caserta                              | Partito Comunista Italiano                       | Massimo Caprara              |
| Napoli - Caserta                              | Partito Comunista Italiano                       | Emilio Sereni                |
| Napoli - Caserta                              | Partito Comunista Italiano                       | Giovanni Arenella            |
| Napoli - Caserta                              | Partito Comunista Italiano                       | Angelo Abenante              |
| Napoli - Caserta                              | Partito Comunista Italiano                       | Gerardo Chiaromonte          |
| Napoli - Caserta                              | Partito Comunista Italiano                       | Vincenzo Raucci              |
| Napoli - Caserta                              | Partito Comunista Italiano                       | Luciana Viviani              |
| Napoli - Caserta                              | Partito Comunista Italiano                       | Angelomaria Jacazzi          |
| Napoli - Caserta                              | Partito Comunista Italiano                       | Liberato Bronzuto            |
| Napoli - Caserta                              | Partito Socialista Italiano                      | Francesco De Martino         |
| Napoli - Caserta                              | Partito Socialista Italiano                      | Pietro Lezzi                 |
| Napoli - Caserta                              | Partito Socialista Italiano                      | Giuseppe Avolio              |
| Napoli - Caserta                              | Partito Socialista Italiano                      | Raffaele Di Nardo            |
| Napoli - Caserta                              | Partito Liberale Italiano                        | Guido Cortese                |
| Napoli - Caserta                              | Partito Liberale Italiano                        | Ferruccio De Lorenzo         |
| Napoli - Caserta                              | Partito Democratico Italiano di Unità Monarchica | Achille Lauro                |
| Napoli - Caserta                              | Partito Democratico Italiano di Unità Monarchica | Gioacchino Lauro             |
| Napoli - Caserta                              | Partito Democratico Italiano di Unità Monarchica | Gaetano Fiorentino           |
| Napoli - Caserta                              | Movimento Sociale Italiano                       | Giovanni Roberti             |
| Napoli - Caserta                              | Movimento Sociale Italiano                       | Nicola Galdo                 |
| Napoli - Caserta                              | Partito Socialista Democratico Italiano          | Vincenzo Russo               |
| Napoli - Caserta                              | Partito Socialista Democratico Italiano          | Bruno Romano                 |
| Benevento - Avellino - Salerno                | Democrazia Cristiana                             | Fiorentino Sullo             |
| Benevento - Avellino - Salerno                | Democrazia Cristiana                             | Ciriaco De Mita              |
| Benevento - Avellino - Salerno                | Democrazia Cristiana                             | Vincenzo Scarlato            |
| Benevento - Avellino - Salerno                | Democrazia Cristiana                             | Alfonso Tesauro              |
| Benevento - Avellino - Salerno                | Democrazia Cristiana                             | Mario Vetrone                |
| Benevento - Avellino - Salerno                | Democrazia Cristiana                             | Bernardo D'Arezzo            |
| Benevento - Avellino - Salerno                | Democrazia Cristiana                             | Mario Valiante               |
| Benevento - Avellino - Salerno                | Democrazia Cristiana                             | Francesco Amodio             |
| Benevento - Avellino - Salerno                | Democrazia Cristiana                             | Alfredo Amatucci             |
| Benevento - Avellino - Salerno                | Democrazia Cristiana                             | Nicola Lettieri              |
| Benevento - Avellino - Salerno                | Partito Comunista Italiano                       | Pietro Amendola              |
| Benevento - Avellino - Salerno                | Partito Comunista Italiano                       | Feliciano Granati            |
| Benevento - Avellino - Salerno                | Partito Comunista Italiano                       | Vittorino Villani            |
| Benevento - Avellino - Salerno                | Partito Comunista Italiano                       | Salvatore Mariconda          |
| Benevento - Avellino - Salerno                | Partito Socialista Italiano                      | Francesco Cacciatore         |
| Benevento - Avellino - Salerno                | Partito Socialista Italiano                      | Vittorio Martuscelli         |
| Benevento - Avellino - Salerno                | Partito Socialista Democratico Italiano          | Lucio Mariano Brandi         |
| Benevento - Avellino - Salerno                | Partito Socialista Democratico Italiano          | Enrico Quaranta              |
| Benevento - Avellino - Salerno                | Movimento Sociale Italiano                       | Antonio Guarra               |
| Benevento - Avellino - Salerno                | Partito Liberale Italiano                        | Salvatore Valitutti          |
| Benevento - Avellino - Salerno                | Partito Democratico Italiano di Unità Monarchica | Emilio D'Amore               |
| Bari - Foggia                                 | Democrazia Cristiana                             | Aldo Moro                    |
| Bari - Foggia                                 | Democrazia Cristiana                             | Vito Lattanzio               |
| Bari - Foggia                                 | Democrazia Cristiana                             | Vincenzo Russo               |
| Bari - Foggia                                 | Democrazia Cristiana                             | Donato De Leonardis          |
| Bari - Foggia                                 | Democrazia Cristiana                             | Renato Dell'Andro            |
| Bari - Foggia                                 | Democrazia Cristiana                             | Gustavo De Meo               |
| Bari - Foggia                                 | Democrazia Cristiana                             | Michele De Capua             |
| Bari - Foggia                                 | Democrazia Cristiana                             | Antonio Laforgia             |
| Bari - Foggia                                 | Democrazia Cristiana                             | Antonio Carcaterra           |
| Bari - Foggia                                 | Democrazia Cristiana                             | Enrico Alba                  |
| Bari - Foggia                                 | Partito Comunista Italiano                       | Mario Assennato              |
| Bari - Foggia                                 | Partito Comunista Italiano                       | Michele Magno                |
| Bari - Foggia                                 | Partito Comunista Italiano                       | Balda Di Vittorio Berti      |
| Bari - Foggia                                 | Partito Comunista Italiano                       | Renato Scionti               |
| Bari - Foggia                                 | Partito Comunista Italiano                       | Giuseppe Matarrese           |
| Bari - Foggia                                 | Partito Comunista Italiano                       | Leonardantonio Sforza        |
| Bari - Foggia                                 | Partito Comunista Italiano                       | Pasqualino Pasqualicchio     |
| Bari - Foggia                                 | Partito Socialista Italiano                      | Giuseppe Papalia             |
| Bari - Foggia                                 | Partito Socialista Italiano                      | Giuseppe Di Vagno            |
| Bari - Foggia                                 | Partito Socialista Italiano                      | Stefano Lenoci               |
| Bari - Foggia                                 | Movimento Sociale Italiano                       | Ernesto De Marzio            |
| Bari - Foggia                                 | Partito Socialista Democratico Italiano          | Michele Pellicani            |
| Bari - Foggia                                 | Partito Liberale Italiano                        | Manlio Livio Cassandro       |
| Lecce - Brindisi - Taranto                    | Democrazia Cristiana                             | Italo Giulio Caiati          |
| Lecce - Brindisi - Taranto                    | Democrazia Cristiana                             | Giuseppe Codacci Pisanelli   |
| Lecce - Brindisi - Taranto                    | Democrazia Cristiana                             | Raffaele Leone               |
| Lecce - Brindisi - Taranto                    | Democrazia Cristiana                             | Giacinto Urso                |
| Lecce - Brindisi - Taranto                    | Democrazia Cristiana                             | Vincenzo Marotta             |
| Lecce - Brindisi - Taranto                    | Democrazia Cristiana                             | Carlo Scarascia Mugnozza     |
| Lecce - Brindisi - Taranto                    | Democrazia Cristiana                             | Gabriele Semeraro            |
| Lecce - Brindisi - Taranto                    | Democrazia Cristiana                             | Ippazio Imperiale            |
| Lecce - Brindisi - Taranto                    | Democrazia Cristiana                             | Beniamino De Maria           |
| Lecce - Brindisi - Taranto                    | Partito Comunista Italiano                       | Bruno Trentin                |
| Lecce - Brindisi - Taranto                    | Partito Comunista Italiano                       | Nino D'Ippolito              |
| Lecce - Brindisi - Taranto                    | Partito Comunista Italiano                       | Giuseppe Calasso             |
| Lecce - Brindisi - Taranto                    | Partito Comunista Italiano                       | Armando Monasterio           |
| Lecce - Brindisi - Taranto                    | Partito Socialista Italiano                      | Mario Marino Guadalupi       |
| Lecce - Brindisi - Taranto                    | Partito Socialista Italiano                      | Cosimo Abate                 |
| Lecce - Brindisi - Taranto                    | Movimento Sociale Italiano                       | Pietro Sponziello            |
| Lecce - Brindisi - Taranto                    | Movimento Sociale Italiano                       | Clemente Manco               |
| Lecce - Brindisi - Taranto                    | Partito Liberale Italiano                        | Ennio Bonea                  |
| Potenza - Matera                              | Democrazia Cristiana                             | Emilio Colombo               |
| Potenza - Matera                              | Democrazia Cristiana                             | Michele Marotta              |
| Potenza - Matera                              | Democrazia Cristiana                             | Claudio Merenda              |
| Potenza - Matera                              | Democrazia Cristiana                             | Michele Tantalo              |
| Potenza - Matera                              | Partito Comunista Italiano                       | Luigi Grezzi                 |
| Potenza - Matera                              | Partito Comunista Italiano                       | Nicola Cataldo               |
| Potenza - Matera                              | Partito Comunista Italiano                       | Simone De Florio             |
| Potenza - Matera                              | Partito Socialista Italiano                      | Pasquale Franco              |
| Catanzaro - Cosenza - Reggio Calabria         | Democrazia Cristiana                             | Dario Antoniozzi             |
| Catanzaro - Cosenza - Reggio Calabria         | Democrazia Cristiana                             | Salvatore Foderaro           |
| Catanzaro - Cosenza - Reggio Calabria         | Democrazia Cristiana                             | Riccardo Misasi              |
| Catanzaro - Cosenza - Reggio Calabria         | Democrazia Cristiana                             | Gennaro Cassiani             |
| Catanzaro - Cosenza - Reggio Calabria         | Democrazia Cristiana                             | Ernesto Pucci                |
| Catanzaro - Cosenza - Reggio Calabria         | Democrazia Cristiana                             | Giuseppe Reale               |
| Catanzaro - Cosenza - Reggio Calabria         | Democrazia Cristiana                             | Antonino Spinelli            |
| Catanzaro - Cosenza - Reggio Calabria         | Democrazia Cristiana                             | Guglielmo Nucci              |
| Catanzaro - Cosenza - Reggio Calabria         | Democrazia Cristiana                             | Francesco Bova               |
| Catanzaro - Cosenza - Reggio Calabria         | Democrazia Cristiana                             | Sebastiano Vincelli          |
| Catanzaro - Cosenza - Reggio Calabria         | Democrazia Cristiana                             | Fausto Bisantis              |
| Catanzaro - Cosenza - Reggio Calabria         | Democrazia Cristiana                             | Pietro Buffone               |
| Catanzaro - Cosenza - Reggio Calabria         | Partito Comunista Italiano                       | Fausto Gullo                 |
| Catanzaro - Cosenza - Reggio Calabria         | Partito Comunista Italiano                       | Gennaro Miceli               |
| Catanzaro - Cosenza - Reggio Calabria         | Partito Comunista Italiano                       | Raffaele Terranova           |
| Catanzaro - Cosenza - Reggio Calabria         | Partito Comunista Italiano                       | Adolfo Fiumanò               |
| Catanzaro - Cosenza - Reggio Calabria         | Partito Comunista Italiano                       | Gino Picciotto               |
| Catanzaro - Cosenza - Reggio Calabria         | Partito Comunista Italiano                       | Silvio Messinetti            |
| Catanzaro - Cosenza - Reggio Calabria         | Partito Comunista Italiano                       | Pasquale Poerio              |
| Catanzaro - Cosenza - Reggio Calabria         | Partito Socialista Italiano                      | Giacomo Mancini              |
| Catanzaro - Cosenza - Reggio Calabria         | Partito Socialista Italiano                      | Francesco Principe           |
| Catanzaro - Cosenza - Reggio Calabria         | Partito Socialista Italiano                      | Rocco Minasi                 |
| Catanzaro - Cosenza - Reggio Calabria         | Movimento Sociale Italiano                       | Antonino Tripodi             |
| Catanzaro - Cosenza - Reggio Calabria         | Movimento Sociale Italiano                       | Jole Giugni Lattari          |
| Catanzaro - Cosenza - Reggio Calabria         | Partito Liberale Italiano                        | Antonio Capua                |
| Catanzaro - Cosenza - Reggio Calabria         | Partito Socialista Democratico Italiano          | Ugo Napoli                   |
| Catania - Messina - Siracusa - Ragusa - Enna  | Democrazia Cristiana                             | Mario Scelba                 |
| Catania - Messina - Siracusa - Ragusa - Enna  | Democrazia Cristiana                             | Vito Scalia                  |
| Catania - Messina - Siracusa - Ragusa - Enna  | Democrazia Cristiana                             | Antonino Gullotti            |
| Catania - Messina - Siracusa - Ragusa - Enna  | Democrazia Cristiana                             | Corrado Terranova            |
| Catania - Messina - Siracusa - Ragusa - Enna  | Democrazia Cristiana                             | Francesco Turnaturi          |
| Catania - Messina - Siracusa - Ragusa - Enna  | Democrazia Cristiana                             | Domenico Magrì               |
| Catania - Messina - Siracusa - Ragusa - Enna  | Democrazia Cristiana                             | Salvatore Barberi            |
| Catania - Messina - Siracusa - Ragusa - Enna  | Democrazia Cristiana                             | Giuseppe Gerbino             |
| Catania - Messina - Siracusa - Ragusa - Enna  | Democrazia Cristiana                             | Enrico Spadola               |
| Catania - Messina - Siracusa - Ragusa - Enna  | Democrazia Cristiana                             | Matteo Agosta                |
| Catania - Messina - Siracusa - Ragusa - Enna  | Democrazia Cristiana                             | Marcello Sgarlata            |
| Catania - Messina - Siracusa - Ragusa - Enna  | Democrazia Cristiana                             | Antonino Dante               |
| Catania - Messina - Siracusa - Ragusa - Enna  | Partito Comunista Italiano                       | Emanuele Macaluso            |
| Catania - Messina - Siracusa - Ragusa - Enna  | Partito Comunista Italiano                       | Pancrazio De Pasquale        |
| Catania - Messina - Siracusa - Ragusa - Enna  | Partito Comunista Italiano                       | Francesco Pezzino            |
| Catania - Messina - Siracusa - Ragusa - Enna  | Partito Comunista Italiano                       | Virgilio Failla              |
| Catania - Messina - Siracusa - Ragusa - Enna  | Partito Comunista Italiano                       | Giovambattista Grimaldi      |
| Catania - Messina - Siracusa - Ragusa - Enna  | Partito Comunista Italiano                       | Sebastiano Di Lorenzo        |
| Catania - Messina - Siracusa - Ragusa - Enna  | Partito Comunista Italiano                       | Giambattista Fanales         |
| Catania - Messina - Siracusa - Ragusa - Enna  | Partito Socialista Italiano                      | Vincenzo Gatto               |
| Catania - Messina - Siracusa - Ragusa - Enna  | Partito Socialista Italiano                      | Maria Alessi Catalano        |
| Catania - Messina - Siracusa - Ragusa - Enna  | Partito Socialista Italiano                      | Vito Raia                    |
| Catania - Messina - Siracusa - Ragusa - Enna  | Partito Liberale Italiano                        | Gaetano Martino              |
| Catania - Messina - Siracusa - Ragusa - Enna  | Partito Liberale Italiano                        | Guido Basile                 |
| Catania - Messina - Siracusa - Ragusa - Enna  | Partito Liberale Italiano                        | Bartolomeo Cannizzo          |
| Catania - Messina - Siracusa - Ragusa - Enna  | Movimento Sociale Italiano                       | Filippo Anfuso               |
| Catania - Messina - Siracusa - Ragusa - Enna  | Movimento Sociale Italiano                       | Giuseppe Calabrò             |
| Catania - Messina - Siracusa - Ragusa - Enna  | Partito Socialista Democratico Italiano          | Giuseppe Lupis               |
| Catania - Messina - Siracusa - Ragusa - Enna  | Partito Democratico Italiano di Unità Monarchica | Giuseppe Basile              |
| Palermo - Trapani - Agrigento - Caltanissetta | Democrazia Cristiana                             | Bernardo Mattarella          |
| Palermo - Trapani - Agrigento - Caltanissetta | Democrazia Cristiana                             | Giuseppe Sinesio             |
| Palermo - Trapani - Agrigento - Caltanissetta | Democrazia Cristiana                             | Giovanni Gioia               |
| Palermo - Trapani - Agrigento - Caltanissetta | Democrazia Cristiana                             | Calogero Volpe               |
| Palermo - Trapani - Agrigento - Caltanissetta | Democrazia Cristiana                             | Franco Restivo               |
| Palermo - Trapani - Agrigento - Caltanissetta | Democrazia Cristiana                             | Attilio Ruffini              |
| Palermo - Trapani - Agrigento - Caltanissetta | Democrazia Cristiana                             | Salvatore Aldisio            |
| Palermo - Trapani - Agrigento - Caltanissetta | Democrazia Cristiana                             | Margherita Bontade           |
| Palermo - Trapani - Agrigento - Caltanissetta | Democrazia Cristiana                             | Gaetano Di Leo               |
| Palermo - Trapani - Agrigento - Caltanissetta | Democrazia Cristiana                             | Aldo Bassi                   |
| Palermo - Trapani - Agrigento - Caltanissetta | Democrazia Cristiana                             | Luigi Giglia                 |
| Palermo - Trapani - Agrigento - Caltanissetta | Democrazia Cristiana                             | Benedetto Del Castillo       |
| Palermo - Trapani - Agrigento - Caltanissetta | Partito Comunista Italiano                       | Girolamo Li Causi            |
| Palermo - Trapani - Agrigento - Caltanissetta | Partito Comunista Italiano                       | Ludovico Corrao              |
| Palermo - Trapani - Agrigento - Caltanissetta | Partito Comunista Italiano                       | Giuseppe Pellegrino          |
| Palermo - Trapani - Agrigento - Caltanissetta | Partito Comunista Italiano                       | Salvatore Di Benedetto       |
| Palermo - Trapani - Agrigento - Caltanissetta | Partito Comunista Italiano                       | Giuseppe Speciale            |
| Palermo - Trapani - Agrigento - Caltanissetta | Partito Comunista Italiano                       | Luigi Di Mauro               |
| Palermo - Trapani - Agrigento - Caltanissetta | Partito Comunista Italiano                       | Gaspare Bavetta              |
| Palermo - Trapani - Agrigento - Caltanissetta | Partito Socialista Italiano                      | Pietro Nenni                 |
| Palermo - Trapani - Agrigento - Caltanissetta | Partito Socialista Italiano                      | Salvatore Lauricella         |
| Palermo - Trapani - Agrigento - Caltanissetta | Partito Socialista Italiano                      | Natale Di Piazza             |
| Palermo - Trapani - Agrigento - Caltanissetta | Partito Liberale Italiano                        | Giovanni Palazzolo           |
| Palermo - Trapani - Agrigento - Caltanissetta | Partito Liberale Italiano                        | Benedetto Cottone            |
| Palermo - Trapani - Agrigento - Caltanissetta | Movimento Sociale Italiano                       | Alfredo Cucco                |
| Palermo - Trapani - Agrigento - Caltanissetta | Movimento Sociale Italiano                       | Angelo Nicosia               |
| Palermo - Trapani - Agrigento - Caltanissetta | Partito Socialista Democratico Italiano          | Casimiro Vizzini             |
| Palermo - Trapani - Agrigento - Caltanissetta | Partito Democratico Italiano di Unità Monarchica | Antonino Cuttitta            |
| Palermo - Trapani - Agrigento - Caltanissetta | Partito Repubblicano Italiano                    | Antonio Montanti             |
| Cagliari - Sassari - Nuoro - Oristano         | Democrazia Cristiana                             | Salvatore Mannironi          |
| Cagliari - Sassari - Nuoro - Oristano         | Democrazia Cristiana                             | Francesco Cossiga            |
| Cagliari - Sassari - Nuoro - Oristano         | Democrazia Cristiana                             | Giovanni Battista Pitzalis   |
| Cagliari - Sassari - Nuoro - Oristano         | Democrazia Cristiana                             | Lorenzo Isgrò                |
| Cagliari - Sassari - Nuoro - Oristano         | Democrazia Cristiana                             | Mariano Pintus               |
| Cagliari - Sassari - Nuoro - Oristano         | Democrazia Cristiana                             | Pietro Pala                  |
| Cagliari - Sassari - Nuoro - Oristano         | Democrazia Cristiana                             | Gaetano Berretta             |
| Cagliari - Sassari - Nuoro - Oristano         | Democrazia Cristiana                             | Maria Giulia Cocco           |
| Cagliari - Sassari - Nuoro - Oristano         | Partito Comunista Italiano                       | Renzo Laconi                 |
| Cagliari - Sassari - Nuoro - Oristano         | Partito Comunista Italiano                       | Ignazio Pirastu              |
| Cagliari - Sassari - Nuoro - Oristano         | Partito Comunista Italiano                       | Luigi Marras                 |
| Cagliari - Sassari - Nuoro - Oristano         | Partito Comunista Italiano                       | Luigi Berlinguer             |
| Cagliari - Sassari - Nuoro - Oristano         | Partito Socialista Italiano                      | Mario Berlinguer             |
| Cagliari - Sassari - Nuoro - Oristano         | Partito Socialista Italiano                      | Carlo Sanna                  |
| Cagliari - Sassari - Nuoro - Oristano         | Partito Liberale Italiano                        | Francesco Cocco Ortu         |
| Cagliari - Sassari - Nuoro - Oristano         | Movimento Sociale Italiano                       | Giovanni Maria Angioy        |
| Cagliari - Sassari - Nuoro - Oristano         | Partito Repubblicano Italiano                    | Giovanni Battista Melis      |
| Cagliari - Sassari - Nuoro - Oristano         | Partito Democratico Italiano di Unità Monarchica | Raimondo Milia               |
| Valle d'Aosta                                 | Union Valdôtaine                                 | Corrado Gex                  |
| Trieste                                       | Democrazia Cristiana                             | Giacomo Bologna              |
| Trieste                                       | Democrazia Cristiana                             | Corrado Belci                |
| Trieste                                       | Partito Comunista Italiano                       | Vittorio Vidali              |